# Ogcocephalus corniger
Ogcocephalus corniger es un pez que pertenece a la familia Ogcocephalidae. Se encuentra a profundidades de entre 29 y 230 metros (95 y 755 pies) en el Océano Atlántico, desde Carolina del Norte hasta el Golfo de México y las Bahamas. 
Tiene el cuerpo triangular y su tonalidad varía, desde el amarillo hasta el púrpura, con manchas redondas y labios de color naranja.

### Lectura recomendada
- Holotype: Bradbury, M. G. 1980. Proceedings of the California Academy of Sciences, Fourth Series. 42 (7): 274.
- Robins, C.R. and G.C. Ray0 A field guide to Atlantic coast fishes of North America. Houghton Mifflin Company, Boston, U.S.A. 354 p. (Ref. 7251).
- Wu, H.L., K.-T. Shao and C.F. Lai (eds.)0 Latin-Chinese dictionary of fishes names. The Sueichan Press, Taiwán. 1028 p. (Ref. 31517).
- Claro, Rodolfo, and Lynne R. Parenti / Claro, Rodolfo, Kenyon C. Lindeman, and L. R. Parenti, eds. 2001. Chapter 2: The Marine Ichthyofauna of Cuba. Ecology of the Marine Fishes of Cuba. 21-57.